# Кантор, Анна Павловна
Анна Павловна Кантор (27 мая 1923, Саратов — 28 июля 2021, Прага) — советский и российский музыкальный педагог по фортепиано в Гнесинке. Заслуженный деятель искусств Российской Федерации (1992).

## Биография
Родилась в еврейской семье. Отец, Павел Маркович Кантор — врач-терапевт и административный работник, член ВКП(б), расстрелян во время Большого террора. Мать, Фаня Григорьевна Ковнер (Фаина Григорьевна Кантор) — педагог фортепиано в Школе имени Гнесиных.
Училась в Центральной музыкальной школе (ЦМШ) при Московской консерватории у Татьяны Кестнер и Тамары Бобович, затем в Московской консерватории у Абрама Шацкеса.
В 1947—1958 годах преподавала в ДМШ (семилетке) имени Гнесиных. С 1955 по 1991 год преподавала в Московской средней специальной музыкальной школе (МССМШ) имени Гнесиных. В 1989—1991 годах преподавала в Музыкально-педагогическом институте имени Гнесиных.

## Ученики
Особую роль Кантор сыграла в творческой биографии Евгения Кисина, для которого осталась единственным учителем. Среди других учеников Кантор — Владимир Багров, Антон Батагов, Людмила Берлинская, Алексей Семёнов, Лиза Смирнова.